# 2158 Tietjen
2158 Tietjen este un asteroid din centura principală, descoperit pe 24 iulie 1933 de Karl Reinmuth.